# Жильцов, Николай Васильевич
Николай Васильевич Жильцов (2 ноября 1898 года (14 ноября 1898), с. Михеи, Сапожковский уезд, Рязанская губерния, Российская империя — 8 июня 1954 года, Москва, РСФСР) — советский партийный и государственный деятель, председатель Горьковского облисполкома (1946—1950).

## Биография
Родился в семье крестьян-середняков. В 1918 г. окончил Беседское сельскохозяйственное училище.
Член РКП(б) с 1918 г.
- 1918—1919 гг. — агроном-полевод Петроградского уездного земского отдела.
- июнь-сентябрь 1919 г. — партийный организатор батальона, член Бюро полкового коллектива, член Чрезвычайной революционной тройки 4-го запасного стрелкового полка (Петроград).
- 1919 −1920 гг. — партийный организатор отряда особого назначения (Петроградский фронт).
- июнь-сентябрь 1920 г. — на Польском фронте.
- 1920—1921 гг. — политрук Латышского западного Стрелкового полка (Житомир).
- 1921—1922 гг. — член коллегии уездного земского отдела г .Сапожок Рязанской области.
- 1922—1923 гг. — заведующий Морозово-Борковским совхозом Рязанской области.
- 1923—1925 гг. — управляющий совхозом «Гостилицы» губсельтреста Ленинградской области.
- 1925—1929 гг. — управляющий совхозом «Беззаботное» Ленинградского губсельтреста.
- 1929—1931 гг. — директор совхоза «Приютино-Щеглово» Ленинградского облсельхозтреста.
- 1931—1937 гг. — директор совхоза НКВД им. Дзержинского Ленинградской области.
- 1937—1938 гг. — председатель Лужского райисполкома Ленинградской области.
- 1938—1941 гг. — первый заместитель председателя Ленинградского облисполкома.
- 1941—1946 гг. — нарком земледелия РСФСР (министр земледелия РСФСР).
- 1946—1950 гг. — председатель Горьковского облисполкома, освобожден от обязанностей в связи с переходом на другую работу.
- 1950—1953 гг. — заместитель начальника Главптицепрома Министерства мясной и молочной промышленности СССР.
- 1953—1954 гг. — заместитель начальника Главного управления плодопитомнических совхозов Министерства сельского хозяйства РСФСР.

Депутат Верховного Совета РСФСР 1 и 2 созывов.

## Награды и звания
Награждён орденами Ленина (1945) и Трудового Красного Знамени (1939), Медалью за доблестный труд в Великой Отечественной войне (1945 г).